# Chefferie de Bandjoun
La chefferie Bandjoun est un domaine en pays Bamiléké, de plusieurs hectares où réside le chef-supérieur, roi des peuples Bandjoun, ses épouses et quelques enfants en bas âge.

## Histoire

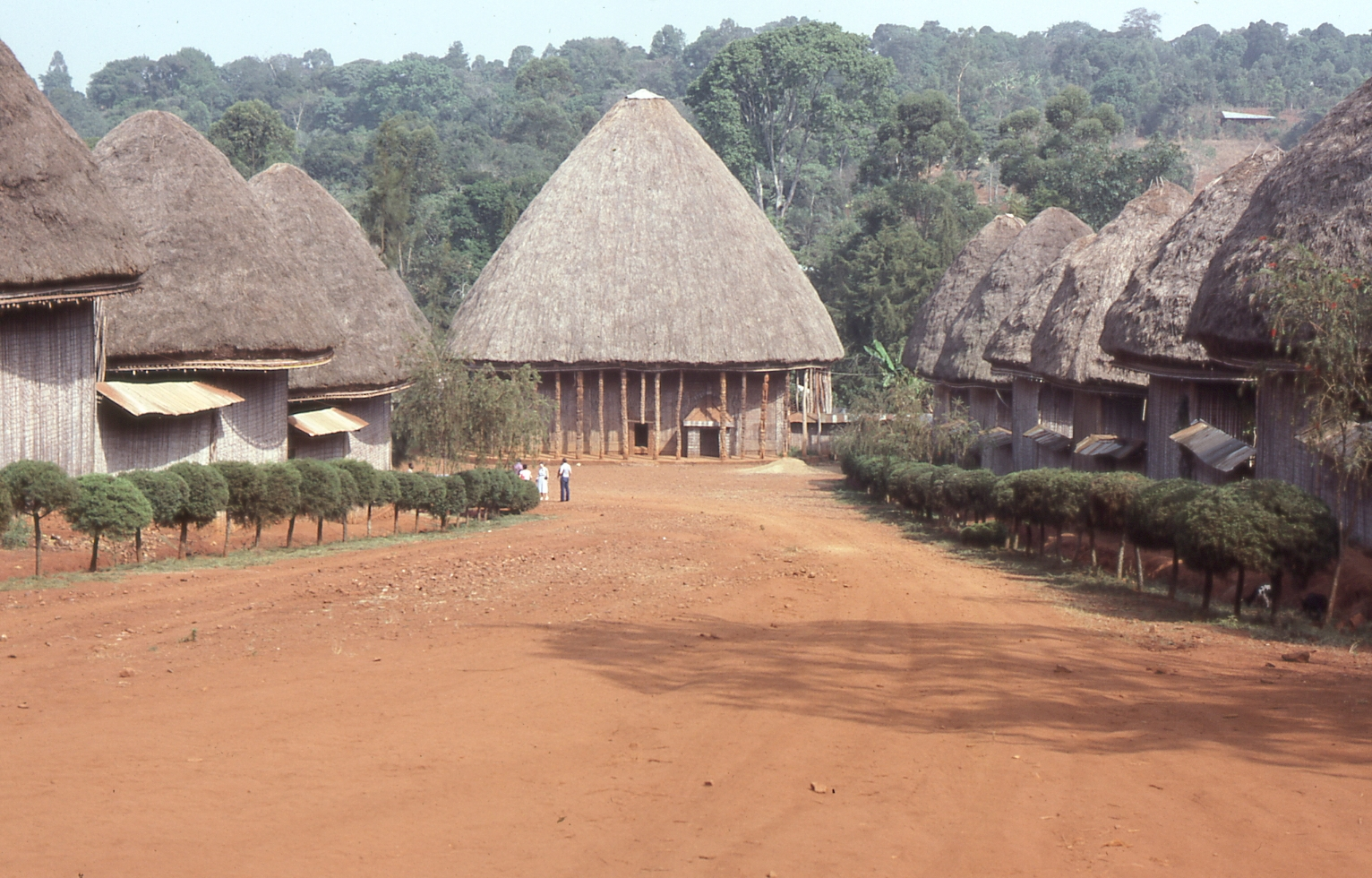
Chefferie de Bandjoun en février 1982

Le palais existe depuis le XVIIe siècle
14 monarques y ont régné,.
L'allée principale a été reconstruite. Fondé par le prince NOTCHWEGOM la chefferie de Bandjoun à pour thème Forge, Art et Pouvoir.
Outre la forêt royale, la chefferie abrite un ensemble de cases, une cour ou place royale et des bâtiments plus ou moins imposants qui constituent le (s) palais; typiques de l'agencement d'une chefferie bamiléké.

## Architecture
| Vidéos externes |                                                                                  |
|                 | Architecture traditionnelle ancienne de l'Ouest Cameroun 18 janv. 2020, Kotchink |
|                 | Visite Chefferie Bandjoun, 17 janv. 2017                                         |
|                 | Case du Peuple à la Chefferie Bandjoun                                           |

Le palais des Rois Bandjoun est un édifice historique de la ville de Pete Bandjoun. Il est le siège du Royaume Bandjoun, où réside le chef-supérieur des peuples Bandjoun. Le Palais royal, où le roi réside, a été construit au XXe siècle. Le Musée du Palais raconte l'histoire de la dynastie des rois est un édifice relativement moderne. Toute la chefferie est un musée parmi les plus visités du pays Bamiléké.

## Collection
Du fait de son thème Forge, Art et Pouvoir, la chefferie de Bandjoun décrit son histoire. Cette chefferie possède une collection de près de 400 objects et 25 panneaux d'exposition qui permettent aux visiteurs d'explorer l'univers Bandjoun.

### Entrée principale
La route qui mène à la grande case est l'allé principale de la chefferie. D'un côté, les femmes sont sous la dirigeance de la première épouse du chef et de l'autre côté par l'épouse du prédécesseur.

### La grande case centrale musée

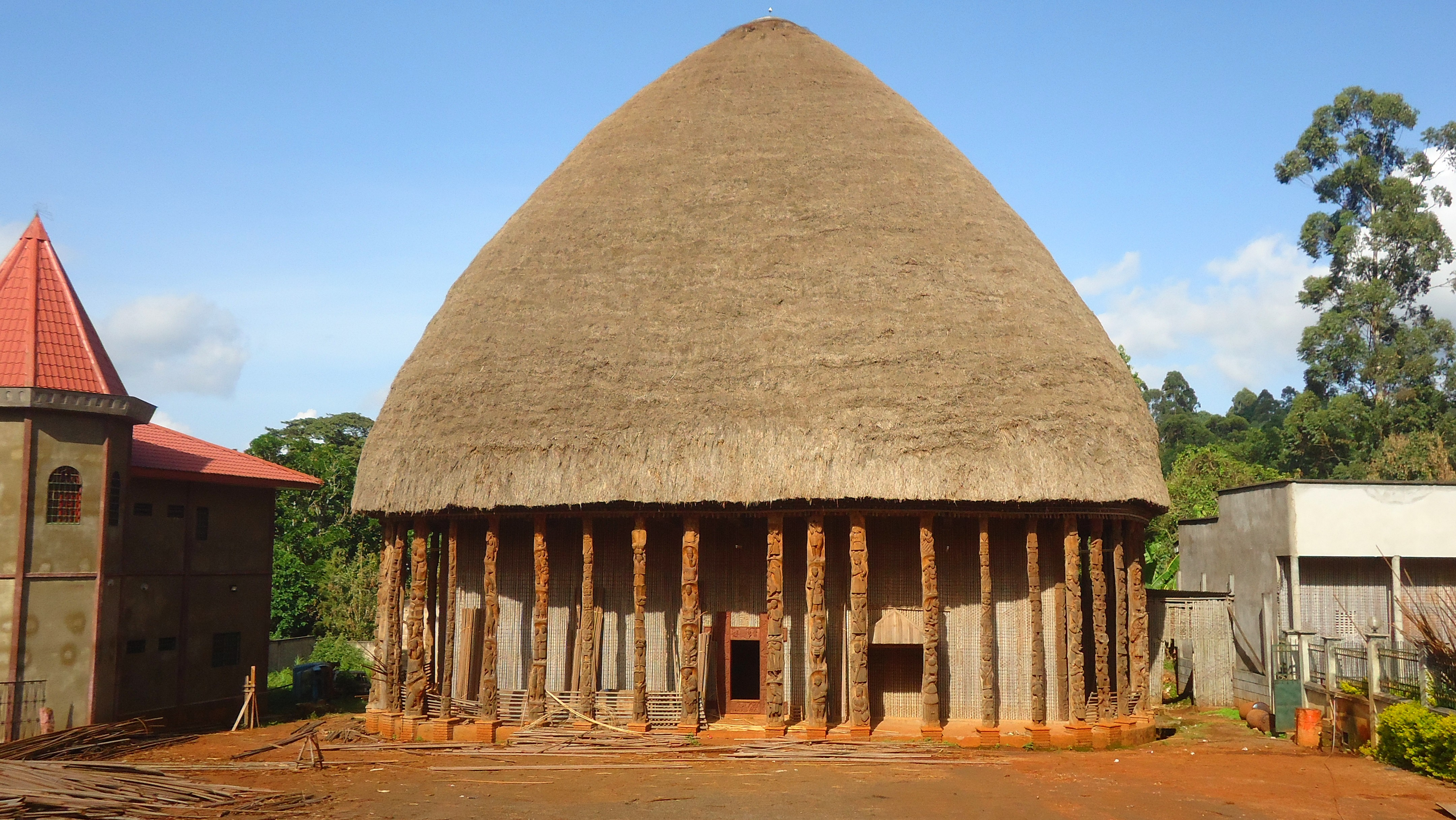
La grande case centrale contenant le musée

La chefferie Bandjoun est l'une des plus belles chefferie du pays bamileke. La grande case de la chefferie Bandjoun est constitué de bambous liés par les cordes de raphia et décoré par les sculptures et fait 17 mètres de haut. Son plafond est maintenue par les piliers sculptés qui symbolise les ancêtres.

## Provinces
La chefferie est constituée de sept provinces appelées djié : Djiomghouo, Djié Kouo, Djié Leng, Djie Mbem, Djié Sè, Djié Sse, Djié Tseghem.